# ヘヴィ・D
ヘヴィ・D（Heavy D、本名：Dwight Arrington Myers、1967年5月24日 - 2011年11月8日）は、ジャマイカ生まれのラッパー、俳優。
DJ・エディ・F、ダンサーのG・フィズとトラブル・T・ロイをメンバーとするヘヴィ・D&ザ・ボーイズを率いた。
1980年後半に流行ったニュージャックスウィングの代表者としても知られる。

## 略歴
ヘヴィ・Dは9歳のころにニューヨーク州マウントバーノンに移住。シュガー・ヒル・ギャングの影響を受け、ストリートでラップを始める。
初めは兄のラップ・グループに参加していたのだが、後に幼なじみとグループを結成し、地元で活躍していた。彼らは、1986年のファースト・シングル「ミスター・ビッグ・スタッフ」で正式レコード・デビューを果たした。
1980年代末から90年代前半にかけて、ヘヴィ・D&ザ・ボーイズ (Heavy D & the Boyz)名義でファンキーなトラックにリズミカルなラップを載せるラッパーとして活躍。小太りな体型にサングラスで、愛嬌あふれるキャラクターの持ち主としてヒップホップがポップスに浸透していく一翼を担っただけでなく、ピート・ロック&CLスムース (Pete Rock & CL Smooth)など後進を世に送り出した音楽業界の重鎮として、はたまたそのキャラを活かした数々の映画出演でも知られている。
1997年のアルバム『ウォーターベッド・ヘヴ』以降はソロ名義で作品をリリース。
2011年11月8日午後、ヘヴィ・Dはロサンゼルスの自宅アパートで突然体調不良を訴え、近隣住民の911コールによってシーダーズ・サイナイ・メディカル・センターに搬送されたものの、1時間後に死亡した。遺体はLA郡検視局に送られ、その結果死因が「エコノミークラス症候群」の名でも知られる「肺血栓塞栓症」であったことを、「NYデイリーニューズ」紙が伝えている。

## ディスコグラフィ

### スタジオ・アルバム
ヘヴィ・D&ザ・ボーイズ
- 『リヴィング・ラージ』 - Living Large (1987年)
- 『ビッグ・タイム』 - Big Tyme (1989年)
- 『ピースフル・ジャーニー』 - Peaceful Journey (1991年)
- 『ブルー・ファンク』 - Blue Funk (1993年)
- 『ナッティン・バット・ラヴ』 - Nuttin' But Love (1994年)

ソロ
- 『ウォーターベッド・ヘヴ』 - Waterbed Hev (1997年)
- 『HEAVY』 - Heavy (1999年)
- Vibes (2008年)
- Love Opus (2011年)

### シングル
- "Big Stuff" (1987年)
- "We Got Our Own Thang" (1989年)
- "Somebody for Me" (1989年)
- "Gyrlz, They Love Me" (1989年)
- "Big Tyme" (1989年)
- "Alright" (1990年) ※Remix, Janet Jackson featuring Heavy D
- 「イズ・イット・グッド・トゥ・ユー」 - "Is It Good to You" (1991年)
- 「ナウ・ザット・ウィ・ファウンド・ラヴ」 - "en:Now That We Found Love" (1991年) ※オージェイズの楽曲をカヴァーした代表曲。日本では高校生制服対抗ダンス甲子園のテーマ曲的な楽曲として著名である。
- "Don't Curse" (1991年)
- "Truthful" (1993年)
- 「フーズ・ザ・マン?」 - "Who's the Man" (1993年)
- "Black Coffee" (1994年)
- 「ガット・ミー・ウェイティング」 - "Got Me Waiting" (1994年)
- "Nuttin' But Love" (1994年)
- 「ビッグ・ダディ」 - "Big Daddy" (1997年)

## 参照
- OOPS! ウープス - ヘヴィ・D追悼、DJたちが続々
- CNN.co.jp：米ラップ歌手ヘヴィ・Ｄさん、自宅で倒れ急死 - ウェイバックマシン（2012年3月3日アーカイブ分）